# Шевченко, Виталий Викторович
Вита́лий Ви́кторович Шевче́нко (2 октября 1951, Баку, Азербайджанская ССР, СССР) — советский футболист, российский футбольный тренер.
Отец — Виктор Шевченко, брат — Вадим Шевченко.

## Карьера
Окончил Киевский институт физкультуры и Высшую школу тренеров в Москве.

### Клубная
С 1975 по 1982 год защищал цвета одесского «Черноморца», проведя 192 официальных матча и забив 38 мячей. Играя за одесскую команду, в 1977 году вошёл в список лучших футболистов УССР. Кроме «Черноморца» выступал за команды: «Нефтчи» (Баку) (1968—1971), «Динамо» (Киев) (1972—1975), «Локомотив» (Москва) (1982-83).
В 1972 году с интервалом в месяц два раза травмировал одну ногу, в результате получил повреждение боковой связки и надрыв мениска. Затем перенёс аппендицит, что из-за врачебной ошибки привело к тромбозу подвздошной вены. В результате за 3,5 сезона в «Динамо» Шевченко провёл только семь матчей.

### В сборной
В составе сборной СССР провёл 13 матчей, в которых забил 4 мяча.

### Тренерская
Был начальником команды в московском «Локомотиве» (1985—1992). По собственному признанию, был больше тренером-помощником Юрия Сёмина, чем администратором.
В 1992 отправился продолжать тренерскую карьеру в Боливию, куда его пригласил президент одного из ведущих клубов страны «Боливара» Марио Меркадо. Последний приметил Шевченко, когда тот в 1990 выступал с лекциями и показательными тренировками в США (Шевченко был вместе с «Локомотивом» в турне по США). Через сезон вместе с командой стал чемпионом Боливии.
В 1994 переехал в Израиль, где принял местную команду «Хапоэль» (Беэр-Шева). Вместе с командой завоевал бронзовые медали чемпионата, вышел в Кубок УЕФА.
В следующем сезоне у Шевченко возникли разногласия с новым президентом клуба, из-за чего он подписал контракт с другой командой из Израиля — с «Ирони» (Ришон-ле-Цион). Проработал в новой команде недолго и спустя некоторое время под давлением мэрии города Беэр-Шевы и за счёт приличной неустойки «Ирони» вернулся в «Хапоэль».
В 1996 вернулся в Россию, где принял в мае «Уралмаш». Команда перед вторым кругом оказалась в зоне вылета, но при этом участвовала в Кубке Интертото. Игры на 2 направления команда не выдержала и по итогам сезона вылетела в 1-ю лигу.
В 1997 продолжил карьеру тоже в 1-й лиге, приняв команду «Газовик-Газпром» из Ижевска. В команде по сути проработал полгода, так как в середине сезона оказался на больничной койке.
Сезон 1998 провёл на тренерском мостике команды «Уралан». Вместе с командой выступил неплохо (7-е место), но из-за разногласий с новым президентом клуба покинул Элисту.
В 1999 занял пост главного тренера «Торпедо» (Москва). В команде провёл 4 сезона. За это время Шевченко удалось создать самобытный коллектив, который на рубеже 1990—2000-х демонстрировал достаточно яркий футбол и регулярно претендовал на призовые места в чемпионате России. Во главе «Торпедо» Шевченко стал бронзовым призёром чемпионата России 2000 года. С 2002 года в лужниковском клубе начались финансовые трудности, и летом того же года Шевченко покинул «Торпедо».
Затем работал главным тренером в командах: «Сатурн» Раменское (2002—2003), ФК «Ростов» Ростов-на-Дону (2004), «Металлург» Донецк (2005), «Терек» Грозный (2006).
27 июня 2010 года был назначен главным тренером волгоградского «Ротора». В декабре 2010 года покинул пост.
В течение двух лет периодически консультировал «Боливар». Имел предложения из Казахстана, Баку, Израиля, ФНЛ, но на тренерскую работу не вернулся.

## Достижения
В карьере игрока
- Чемпион СССР (1): 1975
- Обладатель Кубка обладателей Кубка УЕФА (1): 1975
- Обладатель Суперкубка УЕФА (1): 1975
- Обладатель Кубка Международного спортивного союза железнодорожников по футболу (1): 1983
- В списке 33 лучших футболистов сезона — 1971.
- В списках лучших футболистов УССР[укр.]: 1977

В карьере тренера
- Чемпион Боливии (2): 1992, 1994
- Финалист Кубка Боливии[англ.] (1): 1992
- Обладатель Кубка Тото (1): 1995-96
- Бронзовый призёр Чемпионата России (1): 2000
- Финалист Кубка Интертото (1): 2007
- Бронзовый призёр Чемпионата Израиля (1): 1994
- Бронзовый призёр Чемпионата Украины (1): 2004/05[7]